# Gymnodia obliterata
Gymnodia obliterata är en tvåvingeart som först beskrevs av Malloch 1923.  Gymnodia obliterata ingår i släktet Gymnodia och familjen husflugor. Inga underarter finns listade i Catalogue of Life.